# Greatest Hits Tour
 (mars 2022).
Afin de promouvoir Greatest Hits, Aqua lance la tournée Greatest Hits en partenariat avec "Grøn Koncert Festival". La tournée est présentée comme un concert de rock des années 1980 avec des costumes de scène excentriques.

## Les chansons
Introduction
- Intro feat Tivoli Garden

Concert
- Back To The 80's : Lene et René chantent au-dessus du public. Ils sautent à l'élastique et font des cabrioles durant toute la chanson tandis que Claus et Soren jouent déjà sur scène.
- Cartoon Heroes
- My Oh My
- Doctor Jones
- Live Fast, Die Young
- Turn Back Time
- Shakin' Stevens
- Lollipop (Candyman)
- Aquarius : Lene choisit quelqu'un dans le public afin qu'il se place sur une balançoire et le pousse durant la chanson.
- Come on With It : René présente les membres de la tournée et chacun fait un solo
- Freaky Friday
- My Mamma Said
- Happy Boys & Girls
- Barbie Girl feat Tivoli Garden
- We Belong To The Sea

Rappel
- Goodbye To The Circus
- Around The World
- Roses Are Red

## DVD
Un concert de cette tournée, à Tivoli, sera immortalisé sur un DVD live présent sur la réédition du Greatest Hits.